# 銀河鳥屬
銀河鳥（學名：Kuszholia）是白堊紀晚期一屬原始的鳥類或似鳥類的恐龍。它們有可能接近鳥類祖先的虛骨龍類，但大部份學者都認為它們是鳥翼類。它們的化石是在烏茲別克斯坦克孜勒庫姆沙漠的Bissekty組發現。
銀河鳥只有一個物種，就是K. mengi；其上亦專有一科銀河鳥科。它們的化石只是一串細小及中空的脊骨。

## 外部連結
- Dinosaur Mailing List （页面存档备份，存于）